# Godfrey Ho
Godfrey Ho (何志强) – hongkoński reżyser i producent filmowy. W latach osiemdziesiątych XX wieku realizował filmy między innymi  o tematyce ninja.
Jego pierwszy film Paris Killers był niskobudżetową produkcją. Prawa do filmu sprzedał producentowi Josephowi Lai, z którym współpracował potem w IFD Films & Arts do 1993 roku.

## Wybrana filmografia
- 1988: Surowa sprawiedliwość
- 1992: Oddział 731 – Laboratorium diabła
- 1993: Mistrzowski cios
- 1994: Oddział 731 – O krok od śmierci